# Snarøyaolyckan
Snarøyaolyckan var en flygolycka som inträffade den 22 maj 1946, när ett av flygbolaget Det Norske Luftfartselskaps (DNL) plan havererade på ön Snarøya utanför Oslo i Norge. Det var den första flygolyckan som norskt civilflyg råkade ut för efter andra världskriget och den inträffade bara en halv månad efter att flygbolaget DNL hade infört reguljärflyg efter kriget. 
Flygplanet, som skulle flyga från Oslo flygplats, Fornebu till Bromma flygplats utanför Stockholm, var en Junkers Ju-52/3M2E, en tidigare Luftwaffemaskin. Tio passagerare och tre besättningsmän avled. Dock skadades ingen på marken. Bland de omkomna fanns den svenska konstnären Isaac Grünewald med sin fru Märta och den norska motståndsmannen och författaren Ronald Fangen.

## Olycksorsak
Flygplanet hade nästan precis startat från Fornebu, på sin väg till Stockholm då motor nummer ett slutade fungera. Planet försökte återvända till flygplatsen men miste höjd, kolliderade med trätopparna och havererade  på ett fält och in i ett hus på Halden Terrasse 10 på Snarøya.